# آسیاب‌های سرآسیاب
آسیاب‌های سرآسیاب مربوط به دوران‌های تاریخی پس از اسلام است و در شهرستان گناباد، بخش کاخک، روستای سرآسیاب واقع شده و این اثر در تاریخ ۱۰ خرداد ۱۳۸۲ با شمارهٔ ثبت ۸۹۶۰ به‌عنوان یکی از آثار ملی ایران به ثبت رسیده است.